# Saint-Arnoult (Loir-et-Cher)
Saint-Arnoult is een gemeente in het Franse departement Loir-et-Cher (regio Centre-Val de Loire) en telt 305 inwoners (1999). De plaats maakt deel uit van het arrondissement Vendôme.

## Geografie
De oppervlakte van Saint-Arnoult bedraagt 9,5 km², de bevolkingsdichtheid is 32,1 inwoners per km².
De onderstaande kaart toont de ligging van Saint-Arnoult (Loir-et-Cher) met de belangrijkste infrastructuur en aangrenzende gemeenten.

## Demografie
Onderstaande figuur toont het verloop van het inwonertal (bron: INSEE-tellingen).